# Podhar (Gorgany)
Podhar – (1526 m n.p.m.) szczyt w południowo-zachodniej części Gorganów, które są częścią Beskidów Wschodnich. Szczyt ten położony jest na wschód od Synewirskiej Polany, w widłach dolin Terebli i Ozeranki. Jest to szczyt wybijający się z masywu Kanczy (1578 m n.p.m.).